# Ивар Бескосни
Ивар Бескосни (стнорд. Ívarr hinn Beinlausi) био је легендарни викиншки вођа и командант који је покорио просторе данашње Енглеске. Како се наводи у Причи о Рагнару Лодброку, био је син Рагнара и Аслауг. Његова браћа су били Бјорн Гвоздени, Халфдан Рагнарсон, Хвитсерк, Сигурд Змија-у-Оку и Уба.
Порекло његовог надимка није сигурно. Саге га описују као човека са мањком костију, што би могло да указује да је боловао од остеопорозе, познато је да се код људи који болују од ове болести кости не формирају правилно и да се њихова тела и екстремитети могу савијати ван уобичајених ограничење зглобова и проузроковати друге лоше ефекте. Што је било познато још у време Старих Грка и Римљанима. Такође је могуће и да је имао оно што се данас назива Ехлерс-Данлосов синдромом. То је било познато на Британским острвима, али је било слабо схваћено до 1900. тих година. По Причи о Рагнару Лодброку, Ивар је је резултат проклетства. Његова мајка Аслауг, Рагнарова трећа жена, је била велва (женски шаман у Нордијској митологији). Прорекла је да она и њен муж морају сачекати три ноћи пре него што конзумирају брак, пошто се врати са дугог пута (односи се на пљачкање по Енглеској). Ипак Рагнар се није могао суздржати после дугог времена које су провели раздвојени и није послушао њено предсказање. И као резултат, Ивар је рођен са слабим костима.
Друга теорија опет говори о томе да је био познат као „Омражени”, што би на латинском било exosus. Док би средњовековни преводилац са основним знањем латинског језика лако могао то превести као ex(без) os(костију), и одатле настаје „Бескосни”, иако је тешко усагласити ову теорију са директним преводом његовог имена датом у Нордијским изворима.
Иако саге описују Иварову физичку неспособност, такође наглашавају његову мудрост, лукавост, стратегију и борбене тактике. Често га сматрају истим Имаром, оснивачем Uí Ímair династије које је од средине деветог до десетог века владала Нортамбријом из Јорка, и доминирала регијом Ирског мора као Краљевина Дублин.

## Хронологија
- 865 : Велика паганска армија, предвођена Иваром, напада Англосаксонску Хептархију.[6] Хептархија је заједничко име за седам краљевстава Источна Англија, Есекс, Кент, Мерција, Нортамбрија, Сасекс и Весекс. Напад је организован од стране Рагнарових синова како би се осветили краљу Ели од Нортамбрије који је наводно погубио њиховог оца Рагнара 865 тако што га је бацио у јаму са змијама, али историјски ово није потврђено.[7][8] По саги Ивар није преовладао Елу, него је тражио помирење. Једино је тражио од њега онолико земље колико може да покрије једном кожом вола, а за узврат се закунео да никад неће заратити са Елом. Онда је Ивар исекао воловску кожу у толико ситне траке да је могао да окружи читаву тврђаву (у старијим сагама говори се да је то био Јорк, а по новијим да је у питању Лондон) коју би узео за себе.
- У каснијем периоду следеће године армија се окренула северу и напала Нортамбрију, коначно заробивши Елу у Јорку 867.[9] По легенди, Ела је погубљен од стране Ивара и његове браће коришћењем такозваног „крвавог орла”, метода погубљења у којој се жртви отвара грудни кош са задње стране и плућа се извлаче напоље, формирајући облик сличан крилима птице.[5] Касније те године армија се померила јужно и напала краљевство Мерције, освајајући Нотингем, где су провели зиму. Краљ Бургред од Мерције, је одговорио на ову претњу савезом са Западно Саксонским краљем Етхелредом од Весекса, и заједничким снагама опсели су град. Ипак англосаксонци нису успели да преузму град, али примирје је договорено, што је значило да ће се Данци повући назад у Јорк.[9] Велика паганска армија је остала у Јорку дуже од једне године, прикупљајући снагу за наредне нападе.[9]
- Ивар и Уба су препознати као команданти Данске армије када су се вратили у Источну Англију у 869.
- Ивар нестаје из историјских докумената нешто после 870.[9] Његова крајња судбина није сигурна.

## Смрт
Англосаксонски хроничар Етхелверд записује његову смрт 870.
Године 1686, радник на фарми по имену Томас Вокер открива Скандинавску гробницу код Рептона у Дербиширу, близу бојног поља где је Велика Паганска Армија збацила Мерциског краља Бургреда. Велики број скелета је окруживало тело - две стотине ратника и педесет жена - што је значило да је човек који је сахрањен ту био изузетно високог друштвеног статуса. Претпоставља се да је споменута гробница вероватно последње пребивалиште чувеног Ивара.
По саги, Ивар је наредио да буде сахрањен на месту које је повољно за напад, и пророковао да докле год је тако, непријатељи који долазе на ту земљу ће се сусрести са мало успеха. Ово пророчанство се остварило, каже сага: „када је Вилхјалм (Вилијам I од Енглеске) дошао на обалу, отишао је до гробнице и сломио Иварнову плочу, видевши да Иварово тело није иструлело. Вилхјалм је направио велику ватру над Иварновим телом и спалио га... Самим тим Вилхјалм је успео са својом инвазијом и постигао победу”.